# Collegio uninominale Lazio 1 - 09 (2017)
Il collegio elettorale uninominale Lazio 1 - 09 è stato un collegio elettorale uninominale della Repubblica italiana per l'elezione della Camera dei deputati tra il 2017 ed il 2022.

## Territorio
Come previsto dalla legge elettorale italiana del 2017, il collegio era stato definito tramite decreto legislativo all'interno della circoscrizione Lazio 1.
Era formato da parte del territorio del comune di Roma (Quartiere Lido di Castel Fusano, Quartiere Lido di Ostia Ponente, Quartiere Lido di Ostia Levante, Zona Castel Porziano, Zona Castel di Guido, Zona Castel Fusano, Zona Casal Palocco, Zona Acilia Nord, Zona Acilia Sud, Zona Ostia Antica e Zona Ponte Galeria) e dal comune di Fiumicino nella città metropolitana di Roma Capitale.
Il collegio era parte del collegio plurinominale Lazio 1 - 02.

## Eletti
| Elezione | Elezione | Deputato       | Partito               |
| -------- | -------- | -------------- | --------------------- |
|          | 2018     | Emilio Carelli | Movimento 5 Stelle    |
|          | 2021     | Emilio Carelli | Coraggio Italia       |
|          | 2022     | Emilio Carelli | Insieme per il futuro |

## Dati elettorali

### XVIII legislatura
Come previsto dalla legge elettorale, 232 deputati erano eletti con sistema a maggioranza relativa in altrettanti collegi uninominali a turno unico.
| Candidati              | Candidati                | Voti    | %     | Liste                                | Voti    | %     |
| ---------------------- | ------------------------ | ------- | ----- | ------------------------------------ | ------- | ----- |
|                        | Emilio Carelli ✔️ Eletto | 67 216  | 39,50 | Movimento 5 Stelle                   | 67 216  | 39,50 |
|                        | Domenico Menorello       | 54 993  | 32,31 | Lega                                 | 20 046  | 11,78 |
| Forza Italia           | Domenico Menorello       | 54 993  | 32,31 | 19 837                               | 11,66   |       |
| Fratelli d'Italia      | Domenico Menorello       | 54 993  | 32,31 | 14 185                               | 8,34    |       |
| Noi con l'Italia - UDC | Domenico Menorello       | 54 993  | 32,31 | 925                                  | 0,54    |       |
|                        | Tobia Zevi               | 33 811  | 19,87 | Partito Democratico                  | 27 948  | 16,42 |
| +Europa                | Tobia Zevi               | 33 811  | 19,87 | 4 612                                | 2,71    |       |
| Italia Europa Insieme  | Tobia Zevi               | 33 811  | 19,87 | 659                                  | 0,39    |       |
| Civica Popolare        | Tobia Zevi               | 33 811  | 19,87 | 592                                  | 0,35    |       |
|                        | Anna Maria Anselmi       | 5 665   | 3,33  | Liberi e Uguali                      | 5 665   | 3,33  |
|                        | Carlotta Chiaraluce      | 3 299   | 1,94  | CasaPound                            | 3 299   | 1,94  |
|                        | Luca De Crescenzo        | 2 100   | 1,23  | Potere al Popolo!                    | 2 100   | 1,23  |
|                        | Giovanni Fiori           | 962     | 0,57  | Il Popolo della Famiglia             | 962     | 0,57  |
|                        | Mauro Mastrostefano      | 896     | 0,53  | Partito Comunista                    | 896     | 0,53  |
|                        | Paolo Ricci              | 514     | 0,30  | Italia agli Italiani                 | 514     | 0,30  |
|                        | Mauro Beretta            | 306     | 0,18  | 10 Volte Meglio                      | 306     | 0,18  |
|                        | Antonio Di Natale        | 209     | 0,12  | Lista del Popolo per la Costituzione | 209     | 0,12  |
|                        | Leo Cacciari             | 142     | 0,08  | Per una Sinistra Rivoluzionaria      | 142     | 0,08  |
|                        | Laura Lepri              | 71      | 0,04  | Blocco Nazionale per le Libertà      | 71      | 0,04  |
| Totale                 | Totale                   | 170 184 | 100   |                                      | 170 184 | 100   |
|                        |                          |         |       |                                      |         |       |
| Voti non validi        | Voti non validi          | 4 023   | 2,31  |                                      |         |       |
| Votanti                | Votanti                  | 174 207 | 69,98 |                                      |         |       |
| Elettori               | Elettori                 | 248 924 |       |                                      |         |       |